# Jacques Tchamkerten
Jacques Tchamkerten est né le 17 décembre 1960 à Genève (Suisse) est un musicologue, organiste et ondiste suisse.

## Biographie
Jacques Tchamkerten étudie l'orgue avec Pierre Segond au Conservatoire de Genève, puis les Ondes Martenot auprès de Jeanne Loriod au conservatoire de Saint-Maur-des-Fossés (France) où il obtient une médaille d'or à l'unanimité en 1986,. Il est actuellement le seul ondiste de Suisse.
Jacques Tchamkerten s'est produit avec orchestre ou avec formation de musique de chambre dans une dizaine de pays européens. Il a notamment fait partie, de 1990 à 1996, du Sextuor Jeanne-Loriod, un ensemble de six ondes Martenot. Il a enregistré de multiples disques, principalement des œuvres de Messiaen, Honegger, Ibert, Varese, etc. 
En outre, Jacques Tchamkerten est responsable de la Bibliothèque du Conservatoire de musique de Genève, et poursuit parallèlement ses activités dans la musicologie. Il a notamment écrit plusieurs livres sur les compositeurs Arthur Honegger, Ernest Bloch, Emile Jaques-Dalcroze, etc., et de nombreux articles et ouvrages sur la musique en Suisse Romande et en France de la fin du XIXe  et du début du XXe siècle. Il a reçu en 2011 le prix de la Fondation Pierre et Louisa Meylan pour l'ensemble de ses travaux. 

## Œuvres
- Emile Jaques-Dalcroze compositeur, éd. La Baconnière, janvier 2000,  (ISBN 978-2940462162)
- Emile Jaques-Dalcroze : Catalogue thématique des chansons, rondes et mélodies par Jacques Tchamkerten, éd. Papillon (Genève), 2000,  (ISBN 978-2906223967)
- Ernest Bloch ou Un prophète en son temps, éd. Papillon (Genève), décembre 2001,  (ISBN 978-2940310074)
- Arthur Honegger ou l'inquiétude de l'espérance, éd. Papillon (Genève), décembre 2005,  (ISBN 978-2940310265)